# Linsburg
Linsburg r en kommune med godt 900 indbyggere (2012) beliggende sydøst for Nienburg i Landkreis Nienburg/Weser i den tyske delstat Niedersachsen.

## Geografi
Linsburg er en del af Samtgemeinde Steimbke og ligger ved nordenden af statskoven Grinderwald.